# 長崎県道151号佐世保世知原線
長崎県道151号佐世保世知原線（ながさきけんどう151ごう させぼせちばるせん）は、長崎県佐世保市を通る一般県道である。

## 概要
佐世保市田原町から佐世保市世知原町槍巻に至る。
起点である佐世保市田原町から同市松瀬町までは住宅地で交通量が多い大野地域にあたる。逆に佐世保市知見寺町から同市世知原地域までは、山道で人家もまばらである。山道を抜けた尾崎は佐々川の水遊びの公園がある。次の槍巻（終点）を右折すると開作地区、世知原温泉へと通じ、左は世知原町の中心部。全体を通じて急勾配、急カーブが多いが、『知見寺越え（ちけんじごえ）』の通称で呼ばれ、佐世保市街地から世知原方面への最短ルートとなっている。佐世保市営バス天久保線が同市松瀬町まで、西肥バス知見寺経由世知原線が佐世保駅前 - 知見寺経由 - 世知原間を運行している。

### 路線データ
- 起点：佐世保市田原町[3]（国道204号交点）
- 終点：佐世保市世知原町槍巻[3]（長崎県道54号栗木吉井線交点）
- 総延長：7.7 km[注釈 1]

## 歴史
- 2023年（令和5年）8月19日 - 板山工区（延長2.1 km）開通[4]。
- 2024年（令和6年）3月1日 - 長崎県告示第102号により板山トンネル旧道の県道指定が解除[注釈 2][1]。

## 路線状況

### 道路施設

#### トンネル
- 板山トンネル：延長1,601 m[4]、2023年（令和5年）竣工、佐世保市

## 地理

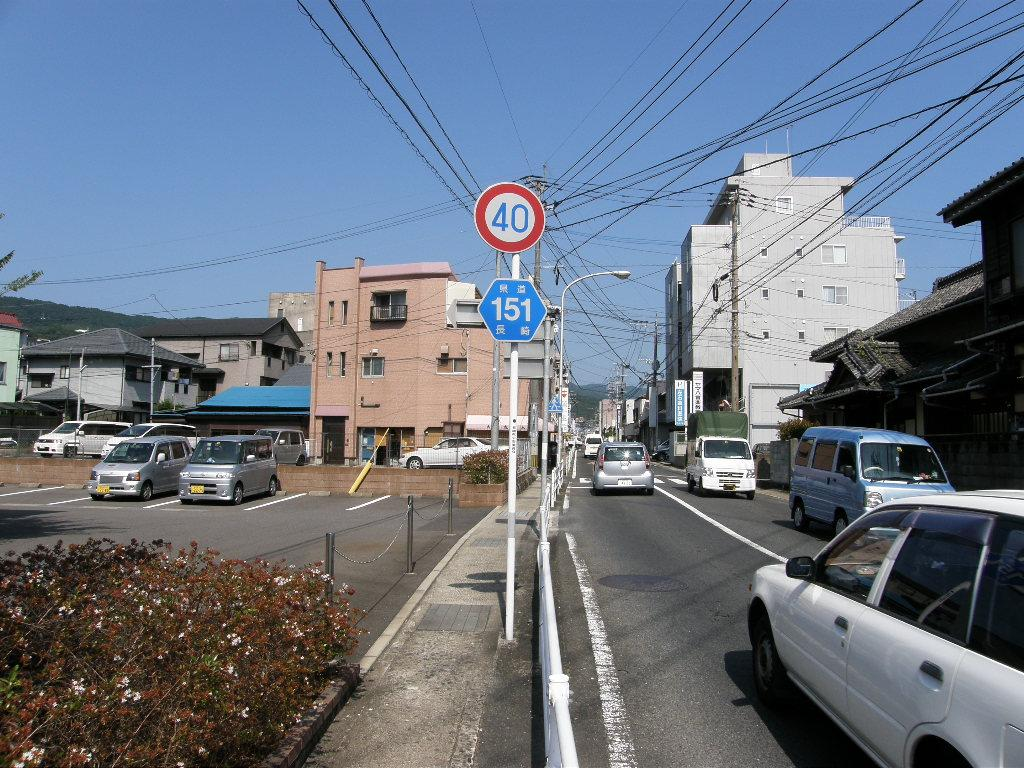
長崎県道151号佐世保世知原線起点（佐世保市田原町）

### 通過する自治体
- 佐世保市

### 交差する道路
| 交差する道路           | 交差する場所 | 交差する場所 |
| ---------------------- | ------------ | ------------ |
| 国道204号              | 田原町       | 起点         |
| 長崎県道54号栗木吉井線 | 世知原町槍巻 | 終点         |

### 交差する鉄道
- 松浦鉄道西九州線

### 沿線
- 佐世保市役所 大野支所
- 松浦鉄道西九州線 左石駅
- 佐世保市立大野小学校
- 佐世保市立大野中学校
- 岩下洞穴